# Pusarla Venkata Sindhu
Pusarla Venkata Sindhu (ur. 5 lipca 1995 w Hajdarabadzie) – indyjska badmintonistka, srebrna medalistka Letnich Igrzysk Olimpijskich 2016 w Rio de Janeiro i brązowa z Tokio w grze pojedynczej, mistrzyni świata, medalistka mistrzostw Azji.
W roku 2013 została laureatką nagrody Arjuna Award.
Zdobyła medale na igrzyskach w Rio de Janeiro i Tokio oraz doszła do 1/8 finału igrzysk w Paryżu.

## Występy na igrzyskach olimpijskich
| Runda                 | Przeciwnik            | Wynik                 | Osiągnięcie           |                       |
| Gra pojedyncza kobiet | Gra pojedyncza kobiet | Gra pojedyncza kobiet | Gra pojedyncza kobiet | Gra pojedyncza kobiet |
| --------------------- | --------------------- | --------------------- | --------------------- | --------------------- |
| Faza grupowa          | Laura Sárosi          | 21–8, 21–9            | 2. miejsce            |                       |
| Faza grupowa          | Michelle Li           | 19–21, 21–15, 21–17   | 2. miejsce            |                       |
| 1/8 finału            | Tai Tzu-ying          | 21–13, 21–15          | 2. miejsce            |                       |
| Ćwierćfinał           | Wang Yihan            | 22–20, 21–19          | 2. miejsce            |                       |
| Półfinał              | Nozomi Okuhara        | 21–19, 21–10          | 2. miejsce            |                       |
| Finał                 | Carolina Marín        | 21–19, 12–21, 15–21   | 2. miejsce            |                       |